# عالم جميل (ألبوم بول كاراك)
العالم الجميل هو الألبوم الفردي السادس للمغني والكاتب الإنجليزي بول كاراك ، ثم عضوًا في فرقة مايك + ذا ميكانيكس . تم إصداره في عام 1997 على علامة Ark 21 .
كان احد المنتجين المشاركين في ألبوم غاري واليس حيث كان عازف الطبول في فرقة مايك + ذا مايكانيكس في وقت إصدار الألبوم، على الرغم من أنه كان في تلك المرحلة مجرد عازف في جلسة واحده وليس عضوًا رسميًا في فرقة مايكانيكس. حيث انضم واليس إلى النسخة المعاد إحياؤها من مايك + ميكانيكس كعضو رسمي في عام 2011، بعد فترة طويلة من مغادرة كاراك لتلك الفرقه.
كان الألبوم يعتبر مخططاً ثانوياً بين مخططات الألبومات الاخرى في المملكة المتحدة، حيث وصل إلى المركز 88. حيث وصلت الأغنية المنفردة الخاصة بألبوم، "The Way I'm Feeling Tonight"، إلى المركز 84 في المملكة المتحدة.

## الاستقبال
كتب ستيفن توماس إيرلوين من AllMusic : "إن Beautiful World ( العالم الجميل) عبارة عن مجموعة ممتعة تمامًا من موسيقى البوب والسول الناضجة الراقيه والتي تعد إضافة رائعة أخرى إلى كتالوج بول كاراك."

## قائمة المسار
| #   | عنوان                          | المدة |
| --- | ------------------------------ | ----- |
| 1.  | "The Way I'm Feeling Tonight"  | 4:38  |
| 2.  | "Time To Let Go"               | 5:14  |
| 3.  | "Beautiful World"              | 5:29  |
| 4.  | "Perfect Love"                 | 4:07  |
| 5.  | "You Give Me Something"        | 3:58  |
| 6.  | "Satisfied"                    | 4:19  |
| 7.  | "Close To Me"                  | 5:04  |
| 8.  | "It Goes Without Saying"       | 4:57  |
| 9.  | "If You'd Ever Needed Someone" | 4:44  |
| 10. | "Some Kinda Love"              | 3:42  |

## الموظفين
تم تعديل الاعتمادات من ملاحظات غلاف الألبوم.
- بول كاراك – غناء، لوحات مفاتيح، أورغن هاموند
- توبي تشابمان - لوحات المفاتيح، البرمجة الإضافية، الغناء المساند
- تيم رينويك – جيتارات
- ديف برونز – باس، غناء مساند
- جاري واليس – الطبول، برمجة الطبول، البرمجة الإضافية
- مارك فيلثام – عزف منفرد على الهارمونيكا (6)
- تيسا نايلز – غناء مساند (1-7، 9، 10)
- تومي بلايز – غناء مساند (3)
- كلوديا فونتين - غناء مساند (3)
- بيفرلي سكيت – غناء مساند (3)
- بول ويليامسون – غناء مساند (3)

## إنتاج
- توبي تشابمان – منتج
- غاري واليس – منتج
- آندي جاكسون - مهندس تسجيل، مكساج (8)
- أندريه هورستمان - مهندس مساعد
- جون برو – خلط (1-7، 9-12)
- طاقم راي – الإتقان
- ستيف تانيت – A&R
- جون كارفر - إدارة فنية، رئيس
- استوديو عملية الترفيه – تصميم الغلاف

الاستديوهات
- تم التسجيل في استوديوهات هافلاجا
- تمت مزجها في The Pierce Rooms (لندن، المملكة المتحدة).
- تم إتقانها في استوديوهات Whitfield Street (لندن، المملكة المتحدة).

## الروابط الخارجية
- عالم جميل (ألبوم بول كاراك) على Discogs (قائمة بالإصدارات)

قالب:Paul Carrack